# Codice di Hidda

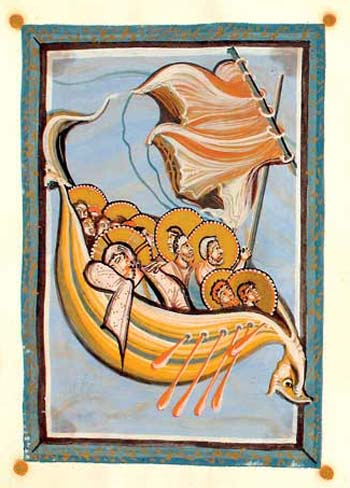
Gesù nella tempesta

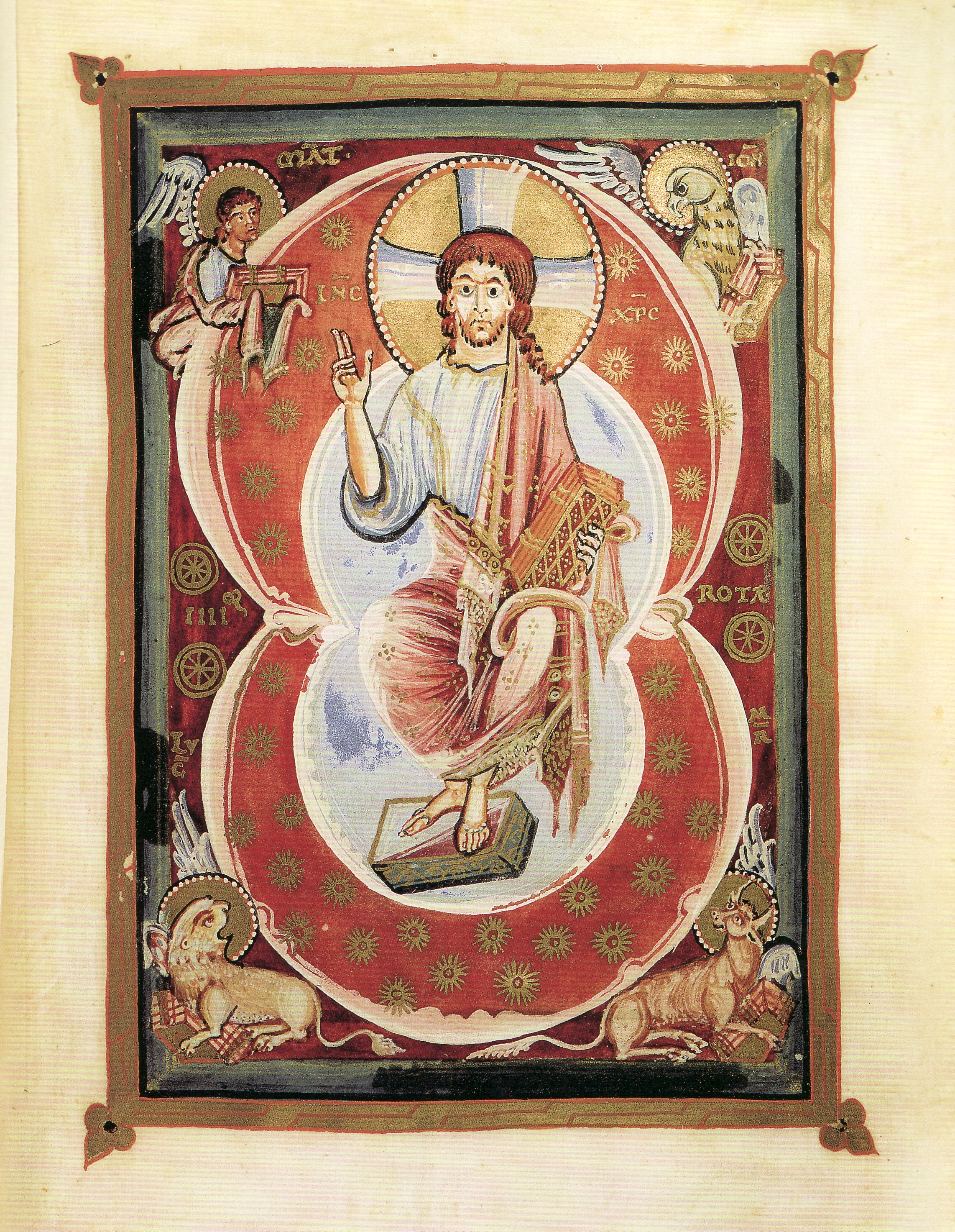
Maiestas Domini

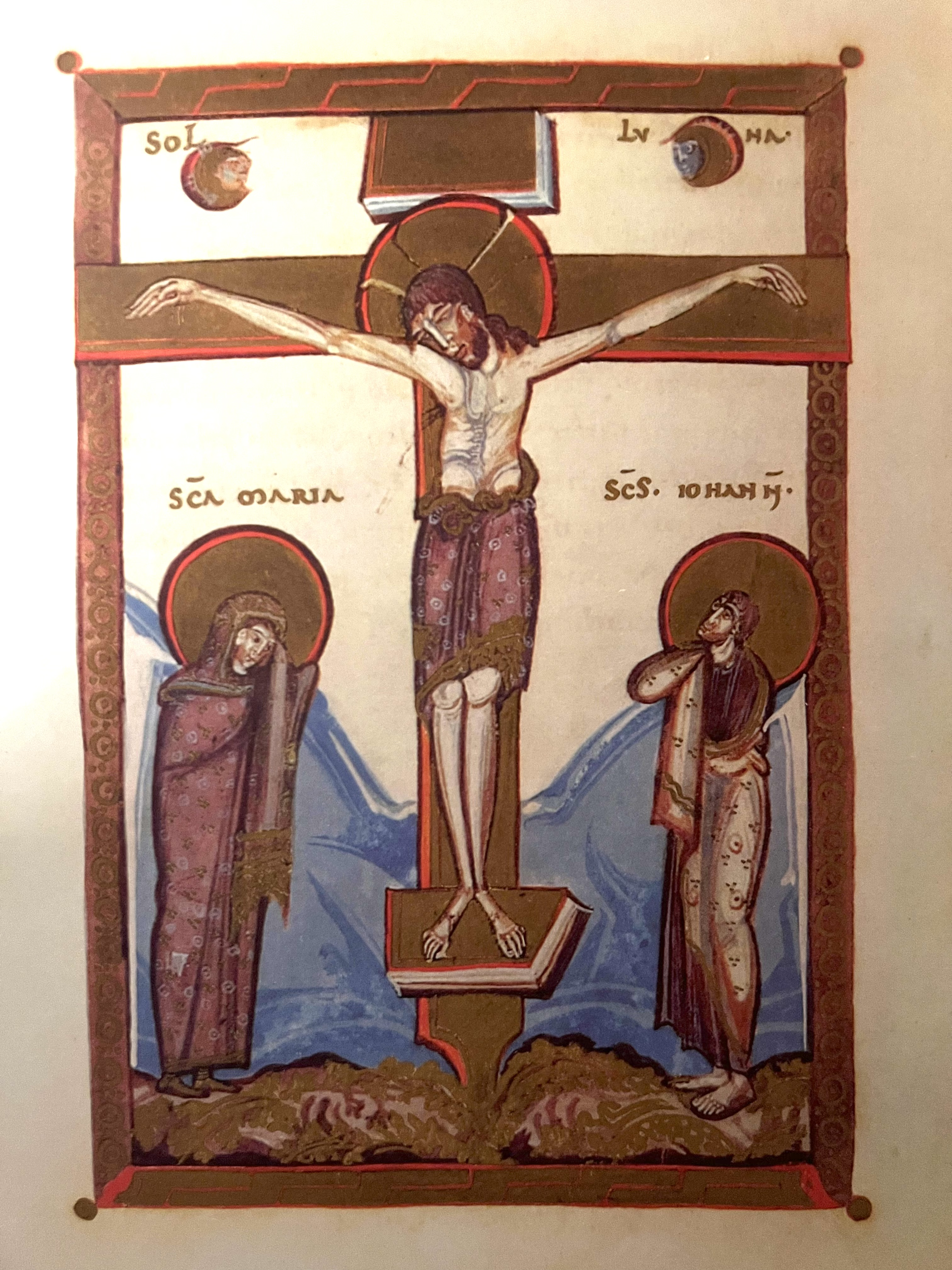
Crocefissione che segue il Vangelo di Giovanni

Il Codice di Hidda (Biblioteca Universitaria e Statale di Darmstadt, Hs. 1640), noto anche come Evangeliario di Hidda, è un manoscritto latino redatto intorno all'anno Mille. È considerato un'opera fondamentale della miniatura libraria ottoniana di Colonia.  Nessun'altra opera di questa origine presenta un repertorio così ampio di immagini della vita di Cristo..

## Storia
Secondo Anton von Euw, l'Evangeliario, portato a Darmstadt dopo la secolarizzazione e oggi custodito nella Biblioteca Universitaria e Statale della città, è stato realizzato intorno all'anno 1000 per il monastero di Santa Valpurga. Nel 2010, Christoph Winterer ha datato il codice ai primi cinque anni dopo il 1000 ma non è stato ancora possibile comprovare questa ipotesi con uno studio scritturale o con fonti scritte.Una data di origine più tarda, il 1020 o dopo il 1030/1035, spesso sostenuta, contrasta con l'ipotesi, avanzata nel 2013, che il manoscritto sia stato commissionato dall'arcivescovo Gero di Colonia (969-976) per adempiere a un lascito di sua madre Hidda, morta a Gerusalemme nel 969-70.
Il codice prende il nome dalla badessa Hidda, che potrebbe essere stata un membro della nobile casa dei conti di Werl e imparentata con la casa reale ottoniana e boorgognona. Altri autori, come Gerhard Weilandt, la identificano con la badessa Ida della dinastia degli Azzoni della comunità femminile di Santa Maria in Campidoglio a Colonia
Nel Codice di Hidda di Darmstadt, in un'immagine di dedica a tutta pagina, la badessa Hidda dedica i Vangeli a Santa Valpurga e una "lista del tesoro" redatta probabilmente verso la fine dell'XI secolo menziona altre donazioni di Hidda a Meschede, tra cui una statua d'oro trasportabile della Vergine Maria, paramenti e arredi sacri. Una fonte risalente al 1500 circa attribuisce il manoscritto alla comunità femminile del Sauerland. Nel XVIII secolo il codice si trovava ancora a Meschede, da dove passò a Wedinghausen e infine a Darmstadt all'inizio del XIX secolo.
La copertina esterna originale è andata perduta. Il blocco del libro è stato rilegato nel XIX secolo. Nel 1969 l'opera è stata rilegata in pelle lucida. I riquadri in rilievo su entrambi i lati rivelano una forma a croce ricurva dovuta alla condensa..

## Contenuto e grafica
I testi sono scritti in scrittura carolina scura. Gli incipit, gli excipit, le iniziali dei testi più piccoli e altre intestazioni e titoli sono in maiuscolo dorato. In alcuni punti viene utilizzato anche l'onciale. Nell'immagine di dedica, la Capitale libraria è utilizzata all'inizio delle righe e al nome "HITDA ABBATISSA".
Lo spazio tipografico di ogni pagina è di 18,3 x 11,4 cm, l'inquadratura interna delle pagine delle immagini di 17,5 x 10,5 cm.
I Vangeli sono preceduti da tre prefazioni generali. Tre immagini sono seguite dalle tavole dei canoni in dodici parti. Ogni Vangelo è preceduto dagli Argumenta (ulteriore prefazione) e dai Breviaria (elenco dei capitoli), oltre che da una doppia pagina decorativa che, con l'Initium, costituisce l'inizio dei Vangeli. Il codice si conclude con il Capitulare evangeliorum, l'ordine di lettura dell'anno liturgico. 
Dal 1500 circa, dietro il dipinto della crocifissione si trova l'Ordo seu consuetudo ecclesiae Meschedensis. Un'altra aggiunta è l'elenco della dote della badessa Hidda. Oltre al Vangelo, questa dote comprendeva: quattro croci d'oro incastonate con pietre preziose o avorio, una preziosa immagine della Vergine Maria e altri tre libri incastonati in metallo prezioso. Ad eccezione del codice di Hidda, nessuna delle opere citate si è conservata.
L'ulteriore repertorio pittorico è costituito da quattro immagini degli evangelisti e da quindici scene del Nuovo Testamento disposte quasi cronologicamente. L'immagine della Crocifissione segue il Vangelo di Giovanni.